# Heaven Beside You
Heaven Beside You – ballada rockowa, będąca drugim singlem amerykańskiego zespołu muzycznego Alice in Chains, pochodzącym z trzeciego albumu studyjnego – Alice in Chains z listopada 1995. Czas trwania wynosi 5 minut i 27 sekund, co sprawia, że utwór należy do jednego z krótszych wchodzących w skład płyty. Autorem tekstu jest Jerry Cantrell, który wraz z Mikiem Inezem napisał muzykę. Singel został opublikowany w styczniu 1996 nakładem wytwórni Columbia. Ukazał się on w kilku wersjach, w tym także w rozszerzonych wydaniach na terenie Australii i Europy.

## Analiza

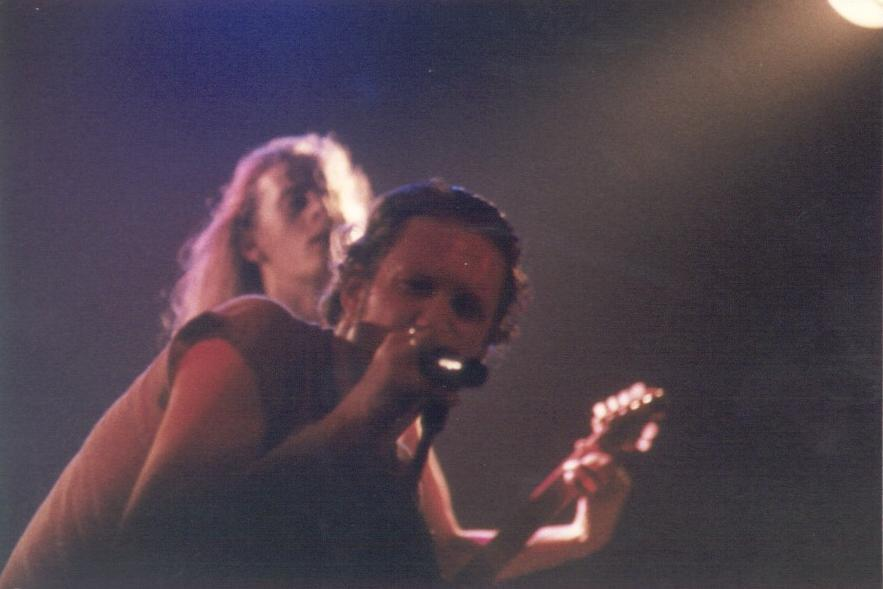
Refreny „Heaven Beside You” charakteryzują się harmonią wokalną Jerry’ego Cantrella i Layne’a Staleya

Tekst utworu autorstwa Jerry’ego Cantrella, mający emocjonalny charakter, odnosi się do relacji interpersonalnych, i opisuje rozstanie muzyka ze swoją dziewczyną Courtney Clarke po sześciu latach bycia razem. Cantrell nie był w stanie dochować wierności w związku. W rozmowie z „Rolling Stone” odniósł się do interpretacji warstwy lirycznej: „Najpiękniejsza dziewczyna jaką kiedykolwiek widziałem. Nadal ją kocham, ale mam w sobie coś z pieprzonego wilka – zaatakować, zabić, iść dalej. To trudne, gdy jesteś tak bardzo przyzwyczajonym do bycia twardym. Nie możesz kazać dębowi stać się sosną”. W wywiadzie dla „Request” muzyk przyznał: „Ta piosenka jest o mnie. Słowa są skierowane do mojej byłej dziewczyny. Byliśmy razem przez okres sześciu lat. To wszystko o mnie, starałem się być monogamiczną osobą, lecz nigdy mi się to nie udawało”. W książeczce dołączonej do box setu Music Bank (1999) Cantrell tak wspomniał tekst i jego interpretację: „Kolejna próba, aby pogodzić się z faktem, że moje życie i ścieżki rozdzielają mnie z osobą którą kocham. Wszystko co napisałem w tej piosence jest czymś w rodzaju wyznania tego, czego nigdy nie potrafiłem jej wyznać wprost”.
Cantrell główny riff opracował w trakcie sesji, jaką odbywał z Mikiem Inezem i przyjacielem Toddem z zespołu Green Apple Quick Step. „Byliśmy pijani siedząc w barze, następnie udaliśmy się do jego [Todda] miejsca prób. I zacząłem grać ten riff i Mike wpadł z doskonałym basem (…) To była jedna z tych inspirujących piosenek, nad którą pracowałem dalej w domu”. Kompozycja jest wyjątkowa za sprawą partii wokalnych, które w głównej mierze sprawuje Cantrell. Śpiew Layne’a Staleya ogranicza się do wokalu wspierającego w refrenach. Harmonie wokalne Jeff Gilbert z magazynu „Guitar World” określił jako „bujne i kalejdoskopowe”. Utwór skomponowany jest w brzmieniu znacznie lżejszym w porównaniu do pozostałych. Mimo tego, kontrastuje się z ogólnym ciężarem albumu. Zaczyna się krótkim wstępem na gitarze akustycznej, przypominającym brzmienie country, po którym dołącza sekcja rytmiczna. Przez cały okres trwania zwrotki, słychać jest gitarę akustyczną, której gra wysunięta jest na pierwszy plan. W refrenach utworu, za sprawą gitary elektrycznej, utwór zyskuje na większej dynamice.

## Teledysk
Teledysk do „Heaven Beside You” został zrealizowany zimą 1995 i wyreżyserowany przez amerykańskiego artystę i fotografa Franka W. Ockenfelsa III. Procesem produkcji zajęła się Lynn Zekanis. Odrzucone zdjęcia do wideoklipu zostały wydane na mockumencie The Nona Tapes w reżyserii Rocky’ego Schencka z grudnia 1995. Teledysk został zamieszczony na albumie kompilacyjnym Music Bank: The Videos (1999).

## Wydanie
Singel „Heaven Beside You” został opublikowany w styczniu 1996 nakładem wytwórni Columbia. Na terenie Australii i Europy ukazały się rozszerzone wersje singla, zawierające dodatkowo koncertowe nagrania utworów, zarejestrowane 2 marca 1993 w Barrowland Ballroom w Glasgow na potrzeby audycji Friday Rock Show emitowanej w BBC Radio 1.
Koncertowa wersja „Heaven Beside You”, zarejestrowana podczas występu z serii MTV Unplugged w 1996, została zamieszczona na albumie koncertowym Unplugged. W późniejszym czasie kompozycja ukazała się na trzech albumach kompilacyjnych grupy – Music Bank (1999), Greatest Hits (2001) i The Essential Alice in Chains (2006).

## Odbiór

### Krytyczny
Ned Raggett z serwisu AllMusic napisał: „«Heaven Beside You» kontynuuje styl Jar of Flies [1994] z prowadzącym akustycznym riffem i niską tonacją na początku utworu”. Autor podkreślił harmonie wokalne Staleya i Cantrella, które jego zdaniem są „dziwnie piękne”. Terry Pettinger z magazynu „Circus” przyznawał: „Jedna z najsilniejszych kompozycji na albumie, «Heaven Beside You», jest kierowana do ślepo krytykujących naciągaczy religijnych. Głęboko oparta na bluesie z delikatną melodią, podkreślającą pustkę ludzi, którą ma opisywać”. Jason Arnopp z brytyjskiego tygodnika „Kerrang!” porównał brzmienie utworu do ery albumu The Rise and Fall of Ziggy Stardust and the Spiders from Mars [1972] Davida Bowiego. Ze względu na wiodące elementy folkowo-akustyczne, Jon Wiederhorn z „Rolling Stone’a” przyrównał „Heaven Beside You” do minialbumu Jar of Flies.

### Komercyjny
23 grudnia 1995 „Heaven Beside You” zadebiutował na 39. lokacie w zestawieniu tygodnika „Billboard” Album Rock Tracks. 16 marca 1996, po trzynastu tygodniach obecności na liście, uplasował na się na 3. miejscu. Łącznie singel notowany był przez dwadzieścia sześć tygodni. 9 marca dotarł on do 52. pozycji Billboard Hot 100 Airplay, co daje drugie tak wysokie miejsce na tym zestawieniu w dorobku zespołu, zaraz po „No Excuses” z 1994. 13 stycznia „Heaven Beside You” zadebiutował na liście Modern Rock Tracks na 40. lokacie. 24 lutego, po siedmiu tygodniach, dotarł do 6. miejsca, na którym utrzymał się przez kolejne trzy tygodnie. W sumie notowany był przez osiemnaście tygodni. W Wielkiej Brytanii singel osiągnął 35. lokatę zestawienia Official Singles Chart Top 100. Utwór został odnotowany również na australijskiej liście Top 100 Singles Chart (60. pozycja) i w Kanadzie, gdzie osiągnął 7. miejsce notowania RPM Alternative 30.
W zestawieniu końcoworocznym Album Rock Track, opracowanym przez „Billboard”, kompozycja zajęła 14. lokatę.

### Wykorzystanie utworu
12 stycznia 2010 „Heaven Beside You” został wydany jako zawartość do pobrania dla muzycznej gry komputerowej Rock Band. W tej samej formie utwór dostępny był dla gry Rocksmith 2014 w 2017.

## Utwór na koncertach
Kompozycja „Heaven Beside You” zadebiutowała 10 kwietnia 1996 na koncercie z serii MTV Unplugged, który odbył się w nowojorskim Majestic Theatre w Brooklyn Academy of Music. Było to jedynie wykonanie utworu ze Staleyem. Od momentu reaktywacji w 2005, kompozycja była prezentowana na żywo podczas trasy Finish What we Started Tour (amerykańska część), 2007 North American Tour (w trakcie akustycznego etapu – Acoustic Hour) oraz sporadycznie pojawiała się na koncertach w ramach tras Black Gives Way to Blue Tour w 2009, The Devil Put Dinosaurs Here Tour w 2013 i 2014 oraz 2015 North American Tour, 2016 North American Tour i Rainier Fog Tour w 2018 i 2019.

## Lista utworów na singlu
singel CD (CSK 7598):
| Nr | Tytuł utworu                         | Autorzy                    | Długość |
| -- | ------------------------------------ | -------------------------- | ------- |
| 1. | „Heaven Beside You” (wersja radiowa) | Jerry Cantrell • Mike Inez | 3:58    |
| 2. | „Heaven Beside You”                  | Cantrell • Inez            | 5:27    |
|    |                                      |                            | 9:25    |

singel CD (SAMPCD 3130):
| Nr | Tytuł utworu                         | Autorzy         | Długość |
| -- | ------------------------------------ | --------------- | ------- |
| 1. | „Heaven Beside You” (wersja radiowa) | Cantrell • Inez | 3:58    |
| 2. | „Heaven Beside You”                  | Cantrell • Inez | 5:27    |
|    |                                      |                 | 9:25    |

singel CD (662768 2):
| Nr | Tytuł utworu                         | Autorzy                 | Długość |
| -- | ------------------------------------ | ----------------------- | ------- |
| 1. | „Heaven Beside You” (wersja radiowa) | Cantrell • Inez         | 3:58    |
| 2. | „Heaven Beside You”                  | Cantrell • Inez         | 5:27    |
| 3. | „Would?” (wersja koncertowa)         | Cantrell                | 3:56    |
| 4. | „Rooster” (wersja koncertowa)        | Cantrell                | 6:48    |
| 5. | „Junkhead” (wersja koncertowa)       | Layne Staley • Cantrell | 5:25    |
|    |                                      |                         | 25:34   |

singel CD (662916 2):
| Nr | Tytuł utworu                           | Autorzy           | Długość |
| -- | -------------------------------------- | ----------------- | ------- |
| 1. | „Heaven Beside You” (wersja radiowa)   | Cantrell • Inez   | 3:58    |
| 2. | „Heaven Beside You”                    | Cantrell • Inez   | 5:27    |
| 3. | „Angry Chair” (wersja koncertowa)      | Staley            | 4:22    |
| 4. | „Man in the Box” (wersja koncertowa)   | Staley • Cantrell | 5:46    |
| 5. | „Love, Hate, Love” (wersja koncertowa) | Staley • Cantrell | 7:58    |
|    |                                        |                   | 27:31   |

singel CD (662879 2):
| Nr | Tytuł utworu                           | Autorzy           | Długość |
| -- | -------------------------------------- | ----------------- | ------- |
| 1. | „Heaven Beside You”                    | Cantrell • Inez   | 5:27    |
| 2. | „Angry Chair” (wersja koncertowa)      | Staley            | 4:22    |
| 3. | „Man in the Box” (wersja koncertowa)   | Staley • Cantrell | 5:46    |
| 4. | „Love, Hate, Love” (wersja koncertowa) | Staley • Cantrell | 7:58    |
|    |                                        |                   | 23:33   |

winyl 7” (662893 7):
Strona A:
| Nr | Tytuł utworu        | Autorzy         | Długość |
| -- | ------------------- | --------------- | ------- |
| 1. | „Heaven Beside You” | Cantrell • Inez | 5:27    |

Strona B:
| Nr | Tytuł utworu                 | Autorzy  | Długość |
| -- | ---------------------------- | -------- | ------- |
| 1. | „Would?” (wersja koncertowa) | Cantrell | 3:56    |

## Personel
Opracowano na podstawie materiału źródłowego:
|  | Alice in Chains - Layne Staley – wokal wspierający - Jerry Cantrell – śpiew, gitara akustyczna, gitara rytmiczna, gitara prowadząca - Mike Inez – gitara basowa - Sean Kinney – perkusja | Produkcja - Producent muzyczny: Toby Wright - Inżynier dźwięku: Toby Wright, Tom Nellen - Mastering: Stephen Marcussen w Marcussen Mastering Studio, Hollywood - Miksowanie: Toby Wright w Electric Lady Studios, Nowy Jork, asystent: John Seymour |

## Notowania i certyfikaty
| Lista (1996)                                     | Pozycja |
| ------------------------------------------------ | ------- |
| Australia Hit Seekers (Australia)                | 2       |
| Album Rock Tracks (Stany Zjednoczone)            | 3       |
| Billboard Hot 100 Airplay (Stany Zjednoczone)    | 52      |
| European Hot 100 (Europa)                        | 94      |
| Modern Rock Tracks (Stany Zjednoczone)           | 6       |
| Official Singles Chart Top 100 (Wielka Brytania) | 35      |
| RPM Alternative 30 (Kanada)                      | 7       |
| Top 100 Singles Chart (Australia)                | 60      |

| Lista (1996)                          | Pozycja |
| ------------------------------------- | ------- |
| Album Rock Tracks (Stany Zjednoczone) | 14      |

| Państwo                  | Certyfikat  | Sprzedaż |
| ------------------------ | ----------- | -------- |
| Stany Zjednoczone (RIAA) | złota płyta | 500 000+ |